# مالانغ
مدينة مالانج (بالإندونيسية: Kota Malang) هي ثاني أكبر مدن محافظة شرق جاوة الإندونيسية، كما اعتبرت منذ عام 2008 رابع أكبر المدن الإندونيسية. يعود تاريخها القديم إلى مملكة ماتارام، وتسكنها اليوم حوالي 1.5 مليون نسمة. خلال فترة الاستعمار الهولندي كانت المدينة وجهة سياحية للزوار الأوروبيين. تعرف المدينة بالمناخ المعتدل، وتحيط بها مناطق تمبانج، وباتو، وسينجوساري، وتورن. يسميها السكان المحليون أحياناً "Paris van East Java" أي «باريس شرق جاوة». مساحتها 252136 كم2. أغلب سكانها مسلمون، واللغة السائدة هناك هي الجاوية.

التركيبة العرقية للمدينة من الجاوية ومادورا، مع نسبة ضئيلة من الأصول العربية والصينية. كما هناك تمييز عنصري واضح ضد أبناء الأقلية الصينية، ويرجع هذا إلى أن الأقلية الصينية تشمل أغنى عوائل المدينة.
تبعد المدينة 200 كيلومتر من مدينة سورابايا و14 ساعة بالقطار من مدينة جاكرتا.
تتراوح درجة الحرارة في مالانق بين 20 و27 درجة، وهي معروفة بالأمطار طيلة السنة، إلا أنها تزيد في فصل الشتاء والذي يستمر لمدة ستة أشهر، بداية من أكتوبر وحتى مارس.

## المناخ
يظهر الجدول التالي التغييرات المناخية على مدار السنة لمالانغ:
| البيانات المناخية لـمالانغ                  | البيانات المناخية لـمالانغ | البيانات المناخية لـمالانغ | البيانات المناخية لـمالانغ | البيانات المناخية لـمالانغ | البيانات المناخية لـمالانغ | البيانات المناخية لـمالانغ | البيانات المناخية لـمالانغ | البيانات المناخية لـمالانغ | البيانات المناخية لـمالانغ | البيانات المناخية لـمالانغ | البيانات المناخية لـمالانغ | البيانات المناخية لـمالانغ | البيانات المناخية لـمالانغ |
| الشهر                                       | يناير                      | فبراير                     | مارس                       | أبريل                      | مايو                       | يونيو                      | يوليو                      | أغسطس                      | سبتمبر                     | أكتوبر                     | نوفمبر                     | ديسمبر                     | المعدل السنوي              |
| ------------------------------------------- | -------------------------- | -------------------------- | -------------------------- | -------------------------- | -------------------------- | -------------------------- | -------------------------- | -------------------------- | -------------------------- | -------------------------- | -------------------------- | -------------------------- | -------------------------- |
| متوسط درجة الحرارة الكبرى °م (°ف)           | 28.5 (83.3)                | 28.5 (83.3)                | 28.5 (83.3)                | 28.7 (83.7)                | 29.0 (84.2)                | 28.8 (83.8)                | 28.4 (83.1)                | 29.3 (84.7)                | 29.8 (85.6)                | 30.2 (86.4)                | 29.5 (85.1)                | 28.5 (83.3)                | 29.0 (84.1)                |
| المتوسط اليومي °م (°ف)                      | 24.0 (75.2)                | 24.1 (75.4)                | 24.0 (75.2)                | 24.0 (75.2)                | 23.9 (75.0)                | 23.2 (73.8)                | 22.4 (72.3)                | 23.2 (73.8)                | 23.6 (74.5)                | 24.3 (75.7)                | 24.3 (75.7)                | 23.8 (74.8)                | 23.7 (74.7)                |
| متوسط درجة الحرارة الصغرى °م (°ف)           | 19.6 (67.3)                | 19.7 (67.5)                | 19.5 (67.1)                | 19.3 (66.7)                | 18.9 (66.0)                | 17.7 (63.9)                | 16.5 (61.7)                | 17.1 (62.8)                | 17.5 (63.5)                | 18.5 (65.3)                | 19.2 (66.6)                | 19.1 (66.4)                | 18.5 (65.4)                |
| الهطول مم (إنش)                             | 334 (13.1)                 | 307 (12.1)                 | 292 (11.5)                 | 173 (6.8)                  | 132 (5.2)                  | 77 (3.0)                   | 47 (1.9)                   | 26 (1.0)                   | 43 (1.7)                   | 106 (4.2)                  | 225 (8.9)                  | 326 (12.8)                 | 2٬088 (82.2)               |
| متوسط الرطوبة النسبية (%)                   | 81.7                       | 82.3                       | 82.2                       | 79.2                       | 79.8                       | 77.3                       | 75.1                       | 72.9                       | 70.9                       | 70.9                       | 74.4                       | 79.1                       | 77.1                       |
| المصدر #1: Climate-Data.org (temp & precip) |                            |                            |                            |                            |                            |                            |                            |                            |                            |                            |                            |                            |                            |
| المصدر #2: Weatherbase (humidity)           |                            |                            |                            |                            |                            |                            |                            |                            |                            |                            |                            |                            |                            |

## أعلام
- فيرديانسياه
- سونارتو
- هانس كرون
- كريستين ماري بيرخاوت
- محمد إمام
- فرد يونغ

## وصلات خارجية
- الموقع الرسمي